# Flochberg

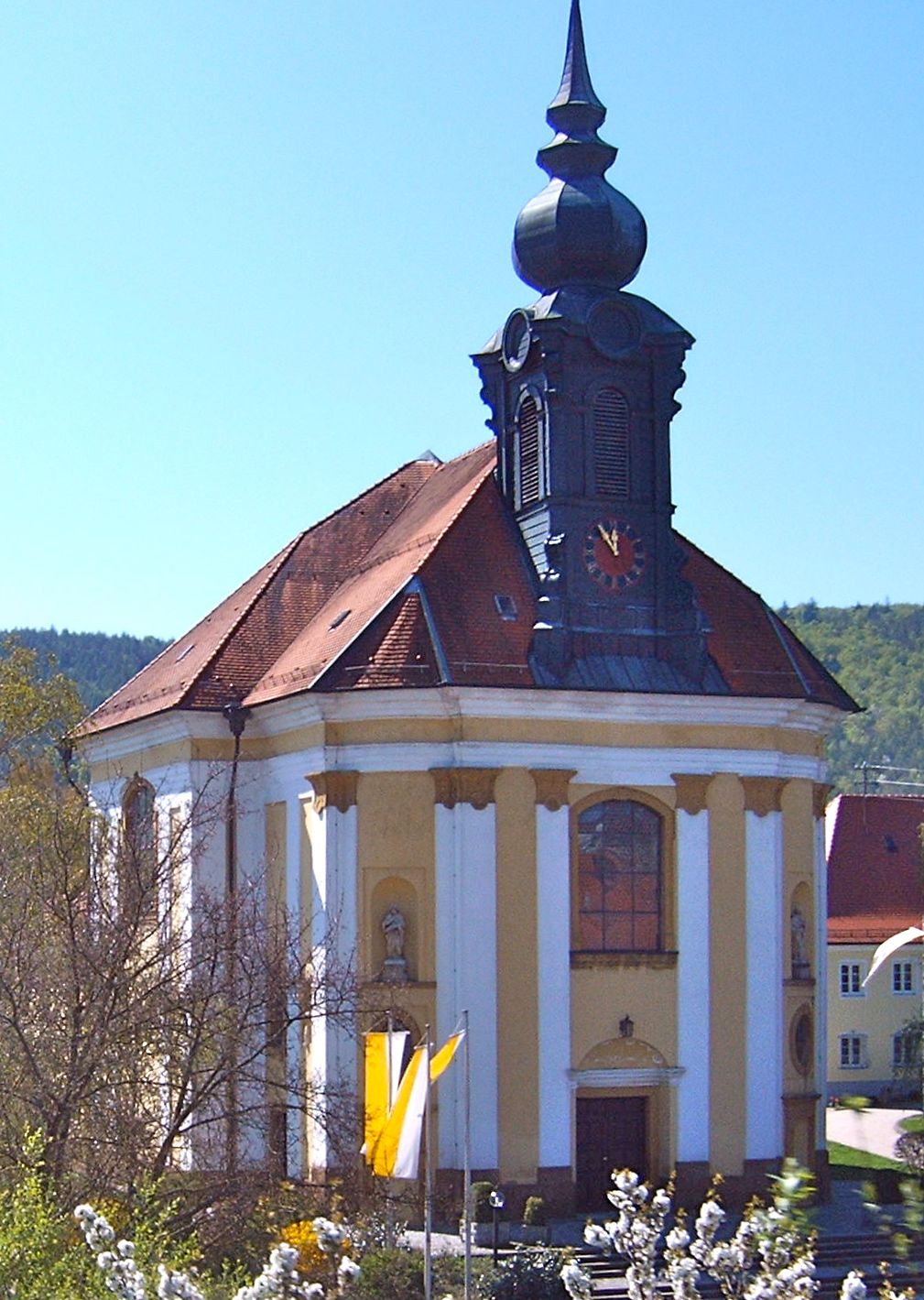
Wallfahrtskirche Flochberg

Flochberg ist ein Ortsteil der baden-württembergischen Stadt Bopfingen.

## Geographie
Der Ort liegt im Tal der Eger, am Rand des Nördlinger Rieses, unterhalb der Burgruine Flochberg.
Zur ehemaligen Gemeinde Flochberg gehören neben dem Dorf Flochberg die Weiler Dorfen und Härtsfeldhausen und das Haus Heidmühle.

## Geschichte
Flochberg wurde als Vlochperch zwischen 1138 und 1152 erstmals urkundlich erwähnt. Der Ort Flochberg kam 1806 an Bayern. 1810 wurde er Württemberg angegliedert. Seit dem 1. Januar 1970 ist Flochberg ein Stadtteil von Bopfingen.

## Wappen
| Wappen des Bopfingers Stadtteils Flochberg | Blasonierung: „Auf blauem Grund ein schreitender silberner (weißer) Hirsch mit schwarzem Rand.“ |
| Wappen des Bopfingers Stadtteils Flochberg | Wappenbegründung: Die Figur des schreitenden Hirsches ist einem Wappensiegel des Marquardus liber de Flochberg von 1278 entnommen. Da die Farben des Adelswappens nicht überliefert sind, wurden Silber und Blau dem Wappen des Hauses Oettingen entnommenen. Das Wappen ist historisch begründet und heraldisch einwandfrei. |

## Sehenswürdigkeiten
Die Wallfahrtskirche Mariä Heimsuchung (Unsere Liebe Frau vom Roggenacker) in Flochberg wurde 1741 bis 1746 im barocken Stil anstelle einer Kapelle errichtet. Baumeister war der Wiener Johann Ulrich Trientl. Die mehrfache Erscheinung der Gottesmutter Maria und die Wunderheilung des Jungen Wilhelm Winzerer sollen die Wallfahrt im Jahr 1582 begründet haben.
Die Ruine der Burg Flochberg selbst liegt heute im Bopfinger Teilort Schloßberg.

## Persönlichkeit, die vor Ort gewirkt hat
- Johann Baptist Neher[4] (* 17. August 1828 in Hausen am Tann;  † 13. August 1873 in Flochberg), Priester